# Хотмыжск (Борисовский район)

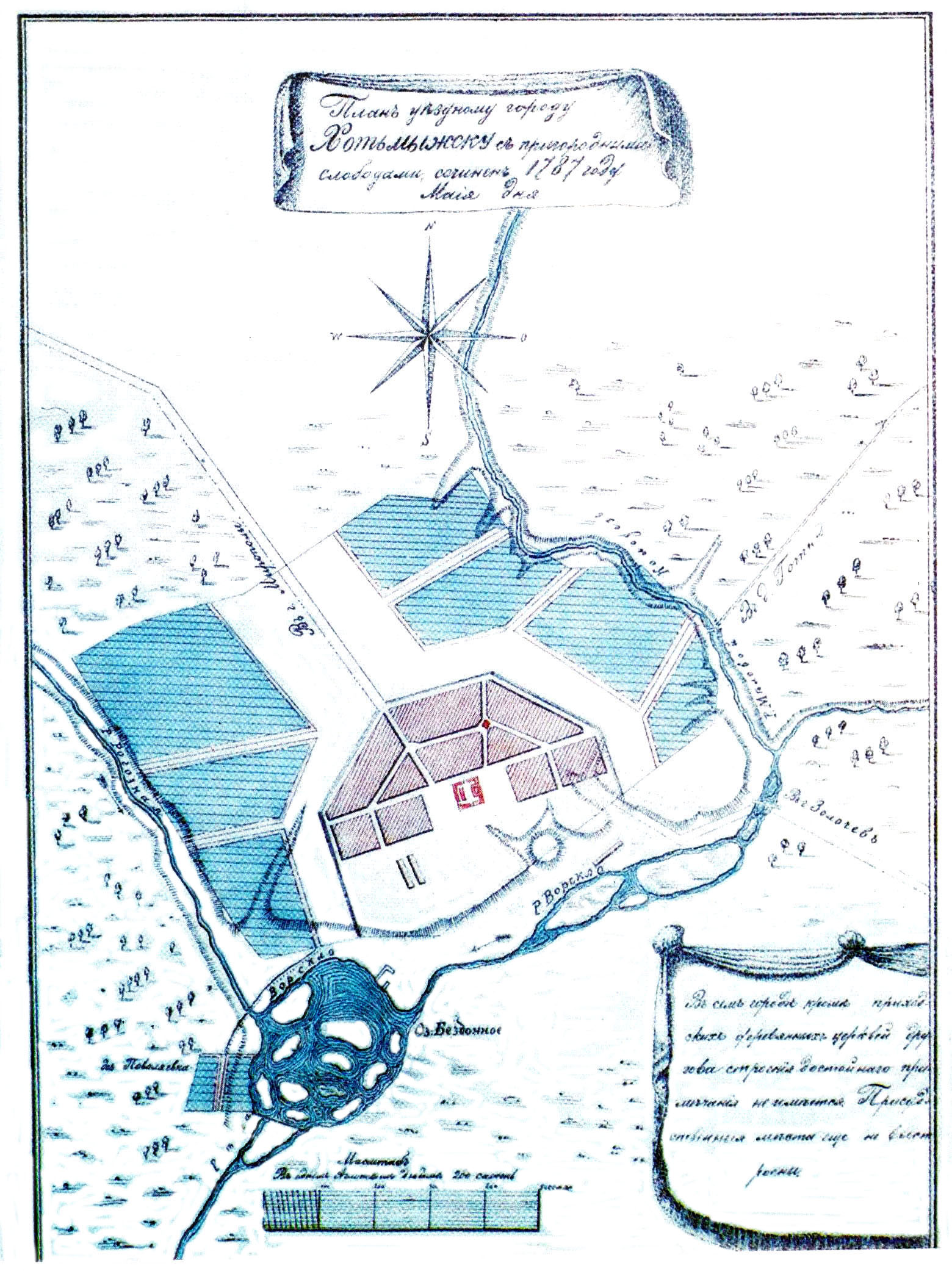
План уездному городу Хотьмыжску с озером Бездонным, 1787

Хотмы́жск (в XVII—XVIII веках также Хотмышск, Хотьмыжск) — село, административный центр Хотмыжского сельского поселения Борисовского района Белгородской области России. Расположено при слиянии рек Меловой Колодезь, Рогозная и Ворскла на озере Бездонном.
Население — 1138 жителей (2007). До 1928 года — город.

## История

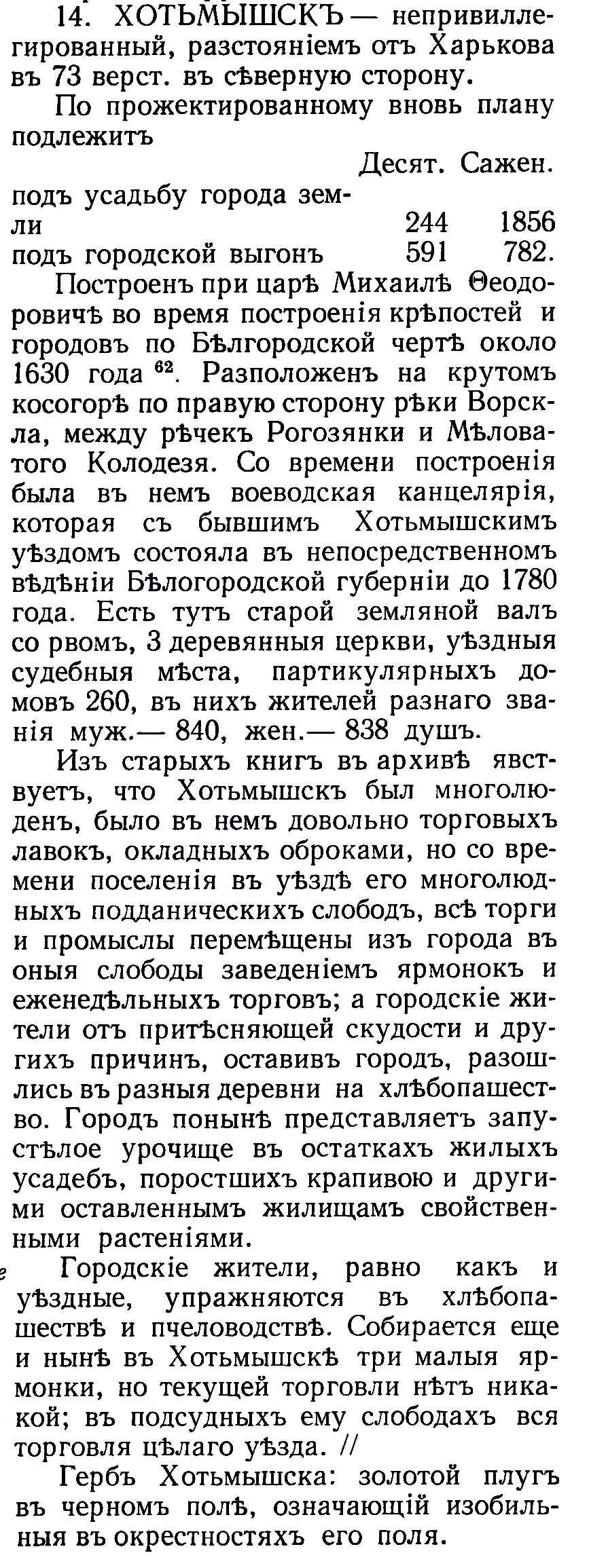
Описание и история упадка Хотмыжска, 1788

Поселение на месте Хотмыжска существовало ещё в бронзовом веке, а в IX—X веках новой эры здесь находилось укрепление летописных северян. В начале XII столетия оно превратилось в древнерусский город. Его первое письменное упоминание относится ко 2-й половине XIV — 1-й половине XV вв., а именно ко времени составления «Списка русских городов дальних и ближних», в число которых вошёл «на Ворскле Хотмышль». Хотмышль (лат. «Chothmisl») значился также в составленном в 1432 году «Списке городов Свидригайла». Название города восходит к славянскому имени Хот(ъ)мыслъ.
В XV—XVI веках Хотмышль был центром волости в составе Путивльского уезда и упоминался в дипломатических документах (в том числе как Хотемишль, Хотимешл, Хотомышъле и др.). Вскоре город запустел, поскольку находился в опасном с военной точки зрения месте между Муравским и Бакаевым шляхами — основными путями набегов Крымской орды на Москву. В XVII веке его руины были известны как Хотмыцкое городище (второе название — Макарово).
В 1640 году отряды под начальством воевод В. И. Толстого и Г. И. Бокина начали строить жилые города-крепости на Хотмышском городище и Вольном кургане. Хотмышский острог в окружности имел 347 сажен, в нём было 20 башен, против городских ворот был ров с дубовым палисадом, а вокруг города были поставлены в 3 ряда дубовые столбцы.
В марте 1641 года новый город принимается новым назначенным воеводой Ф. Т. Пушкиным. Он принял крепость у воеводы Толстого, оставшись недовольным её состоянием. Но в вину воеводе Толстому это поставлено не было ввиду того, что:

… Василей Толстой да Гаврило Бокин будучи отпущены на Хотмыщское городище и на Вольный курган для городового строения по зимнему последнему пути поздно и им было на Хотмыщском скорым обычаем городовых и острожных и по реке Ворсклу всяких крепостей учинить и стоялых острожков укрепить неколи.— РГАДА ф 210 Белгородский стол  ех 139, л 52
Уже через 10 лет потребовалась перестройка всей крепости, которая и проводилась в 1650 году воеводой Кириллом Арсеньевым.
В 1709 году, во время подготовки Полтавской битвы, Хотмыжск наряду с Белгородом был тыловой базой русских войск.
С 1727 по 1779 год Хотмыжск был уездным городом Белгородской губернии.
В 1779 году Белгородская губерния была упразднена, часть территории отошла к Курскому наместничеству, другая часть была передана Воронежской губернии, а ещё одна часть, в том числе и Хотмыжский уезд, была отнесена к Слободско-Украинской губернии.
В 1780 году Слободско-Украинская губерния была преобразована в Харьковское наместничество.
21 сентября 1781 года, вместе с другими гербами Харьковской губернии, был утверждён герб Хотмыжска.
Население на 1785 год — 1693 человека (855 мужчин, 838 женщин).
В 1797 году Слободско-Украинская губерния была восстановлена. Земли, полученные в 1779 году от Белгородской губернии, были переданы в состав Курской губернии. Хотмыжский уезд был упразднён, Хотмыжск стал заштатным городом Белгородского уезда.
В 1802 году Хотмыжский уезд был восстановлен. Хотмыжск стал уездным городом Хотмыжского уезда Курской губернии и оставался таковым до 1838 года.
В 1838 году центр уезда был перенесён в Грайворон. Хотмыжск стал заштатным городом в составе Грайворонского уезда.

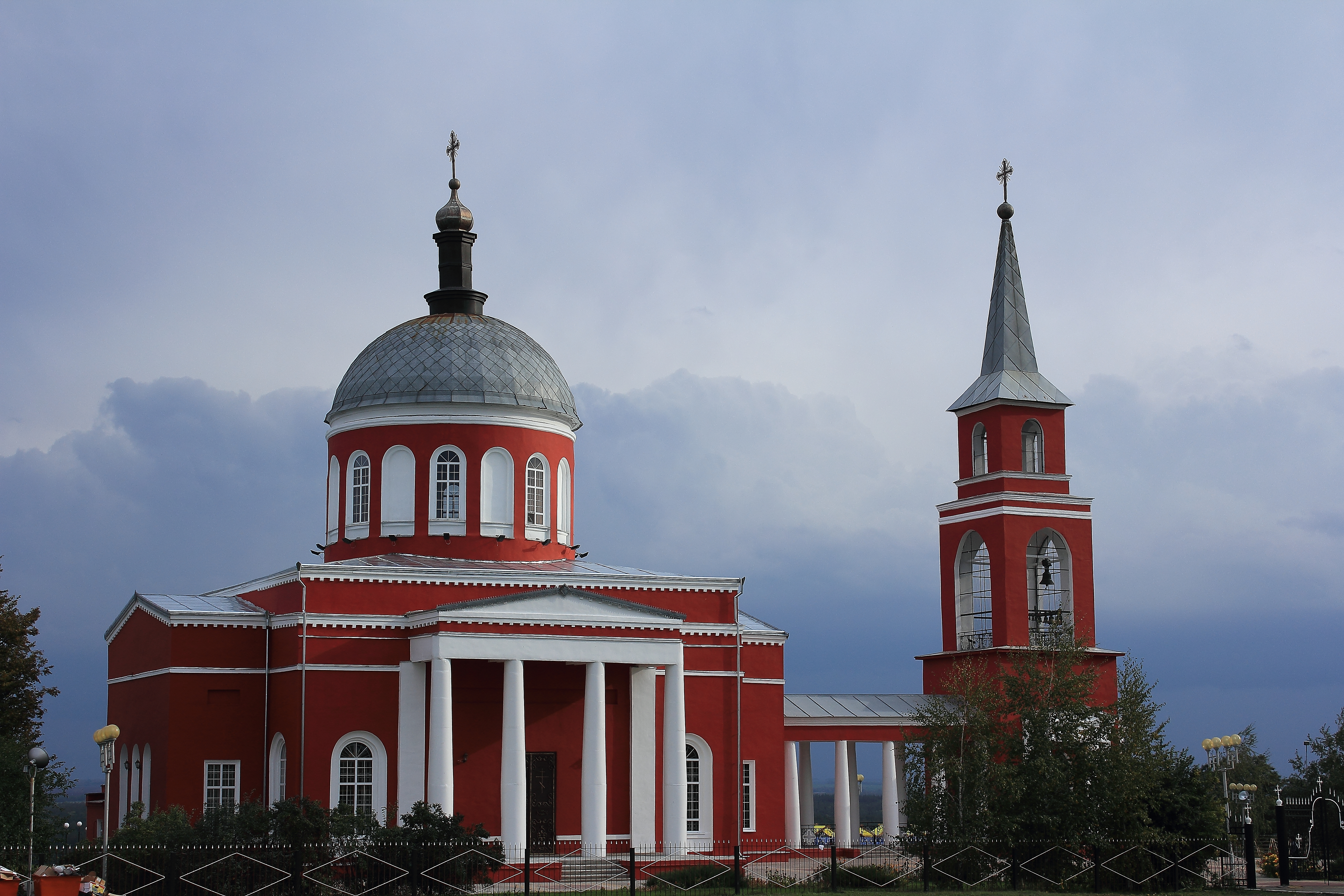
Воскресенская церковь (1839)

В 1839 году возведен каменный храм по проекту архитектора А. М. Мельникова.
В 1897 году прошла Первая Всероссийская перепись населения. Согласно полученным данным число жителей города составляло 2 863 человека.
Постановлением ВЦИК от 4 января 1926 года Хотмыжск был лишён статуса города, став сельским поселением.
В 1928 году село Хотмыжск было включено в состав новообразованного Борисовского района Белгородского округа (упразднен в 1930 году) Центрально-Чернозёмной области (упразднена в 1934 году).
С 1954 года село Хотмыжск входит в состав Борисовского района Белгородской области.

## Население
| 1923 | 2002 | 2007  | 2010  |
| ---- | ---- | ----- | ----- |
| 984  | ↘908 | ↗1138 | ↘1086 |

## Руководители

### Хотмышские воеводы
| № | Годы      | воевода                  | Примечание |
| - | --------- | ------------------------ | --- |
| 1 | 1640—1641 | Василий Иванович Толстой | Василий Иванович Толстой был дедом известного деятеля петровского времени Петра Андреевича Толстого, ставшего графом при Петре I и бывшего предком знаменитой в России фамилии Толстых. |
| 2 | 1641—1643 | Фёдор Тимофеевич Пушкин  | Фёдор Тимофеевич Пушкин был младшим братом Петра Тимофеевича Пушкина, который является прямым предком Александра Сергеевича Пушкина.                                                    |
| — | 1645      | И. Львов                 | |
| — | 1646      | М. Волконский            | |
| — | 1648      | С. И. Болховский         | |
| — | 1650      | Кирилл Арсеньев          | |

## Герб

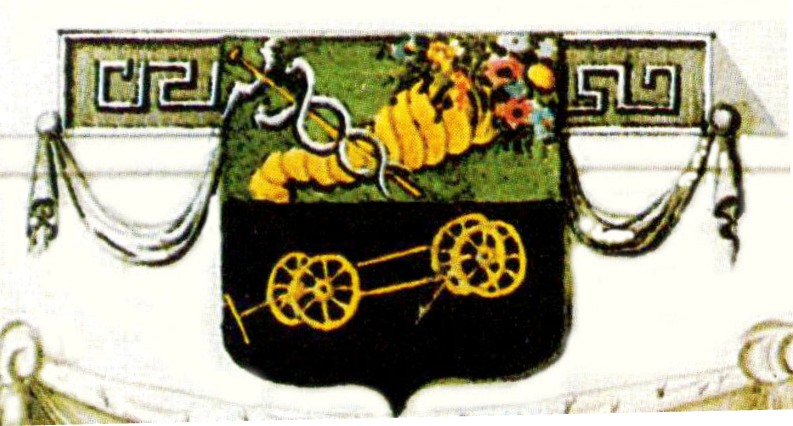
Оригинал герба, 1787
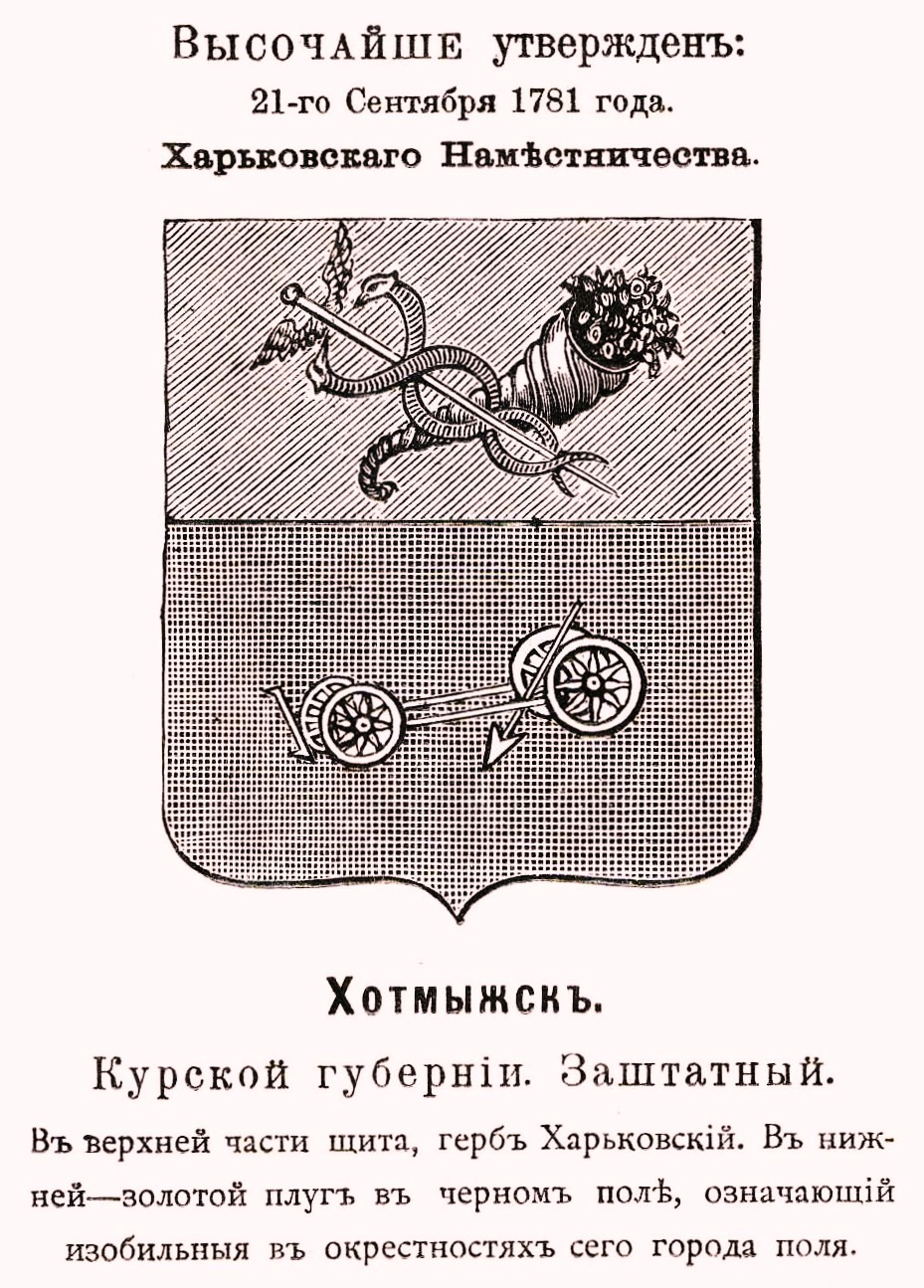
Герб Хотмыжска (1781) чёрно-белый с использованием геральдической штриховки с оф.описанием из П. Винклера

Первый герб Хотмыжска, относится к периоду его существования как уездного города в Харьковской губернии.
Построение герба по правилам геральдики XVIII века. Состоял из двух частей, разделённых горизонтальной линией.
Верхняя часть — герб губернии (губернского города).
Нижняя часть — собственно герб уезда (уездного города).

### Верхняя часть герба
Представляет собой щит, в верхней половине которого герб Харькова — на зелёном поле крестообразно положены рог изобилия и меркуриев жезл — кадуцей. В нижней половине — на чёрном фоне золотой плуг.
Значение символов, составляющих герб: рог изобилия — по древнегреческой мифологии рог волшебной козы Амалфеи, молоком которой был вскормлен главный бог греческого пантеона Зевс.
Рог Амалфеи по мифу мог давать его обладателю всё, что он пожелает, то есть был символом изобилия.
Кадуцей — это жезл бога Меркурия, который был вестником богов, покровителем торговли и путешествий.

### Нижняя часть герба
В нижней части герба золотой плуг, знак того, что у жителей города Хотмыжска и уезда главное занятие — земледелие.

## Экономика
- Асфальтовый завод.

## Культура
В селе проводится ежегодный международный фестиваль славянской культуры «Хотмыжская осень» с целью сохранения и развития культурного сотрудничества и укрепления дружеских связей между славянскими народами.

## Известные люди
- Василий Васильевич Исаев (1917—1985) — советский лётчик, Герой Советского Союза.
- Климов, Илья Иванович — Герой Советского Союза.